# Pierre d'Espagnat
Pierre d'Espagnat, né Pierre Joseph Despagnat le 29 octobre 1868 à Melun et mort aux alentours du 1er août 1902 à Grand-Bassam, est un explorateur français.

## Biographie
Pierre d'Espagnat naît en 1868 à Melun. Il est le fils de Jean Marie Alfred Despagnat, avocat, et de Marie Lucile Tixier, son épouse. Il a plusieurs frères, parmi lesquels Georges d'Espagnat, futur artiste peintre. En 1895, un jugement du tribunal civil de Melun, porté sur son acte de naissance, rectifie son patronyme, à l'origine écrit « Despagnat ».
Il voyage d'abord en Afrique noire avant d'explorer la Colombie de juillet 1897 à mai 1898. Il débarque ainsi à Puerto Colombia, remonte le río Magdalena et, par Buenavista, arrive à Bogotá. Après quelques expéditions autour de Bogotá, il part pour le haut Magdalena. À Ibagué, il s’intéresse aux mines d'or et d'argent et visite les gorges du río Combeima. Il passe à Honda puis regagne Buenavista.
Il voyage d'abord en Afrique noire avant d'explorer la Colombie de juillet 1897 à mai 1898. Il débarque ainsi à Puerto Colombia, remonte le río Magdalena et, par Buenavista, arrive à Bogotá. Après quelques expéditions autour de Bogotá, il part pour le haut Magdalena. À Ibagué, il s’intéresse aux mines d'or et d'argent et visite les gorges du río Combeima. Il passe à Honda puis regagne Buenavista.
Il visite ensuite l'Antioquia, remonte le río La Miel puis, par le rio Porce, arrive à Medellín où il explore de nouveau quelques mines avant de gagner Barranquilla par le Magdalena.
Il passe encore à Santa Marta et visite la forteresse de Carthagène avant de repartir pour l'Europe.
Devenu administrateur de la Société minière de l'Afrique occidentale, il meurt de la fièvre jaune durant une épidémie, à Grand-Bassam. Le 6 août 1902, Le Figaro annonce sa mort par « une dépêche datée du 1er août ». En novembre, un service religieux, mené par ses frères, est célébré en son souvenir, à l'église Saint-François-de-Sales à Paris.

## Publications
- « La Côte d'Ivoire, ce qu'elle est, ce qu'elle doit devenir », in Revue des Deux-Mondes, 1896, p. 173
- Aux Açores, 1897
- Jours de Guinée, 1899
- La Divine aventure, 1899
- Souvenirs de la Nouvelle-Grenade, 1901
- Avant le massacre: roman de la Macédonie actuelle, 1902